# Ханс (Марна)
Ханс (фр. Hans) је насељено место у Француској у региону Шампањ-Арден, у департману Марна (Marne).
По подацима из 2011. године у општини је живело 149 становника, а густина насељености је износила 7,64 становника/km².

## Демографија
| 1962. | 1968. | 1975. | 1982. | 1990. | 2011. |
| ----- | ----- | ----- | ----- | ----- | ----- |
| 189   | 196   | 171   | 148   | 143   | 149   |